# Aramus (Kotayk)
Pour l’article homonyme, voir Aramus.
Aramus (en arménien Արամուս ; anciennement Aramonk) est une communauté rurale du marz de Kotayk, en Arménie. Elle compte 3 519 habitants en 2011. Sa superficie est de 23,61 km2 et l'altitude y est de 1 420 m.